# Sing This All Together
Pistes de Their Satanic Majesties Request
Citadel
(2)
Pistes de Their Satanic Majesties Request
2,000 Man
(4) She's a Rainbow
(6)
Sing This All Together est une chanson des Rolling Stones en deux parties parues en ouverture et en fermeture de la face A de l'album Their Satanic Majesties Request en 1967.
En septembre 1967, pendant les sessions de l'album Their Satanic Majesties Request, un journaliste de NME Keith Altham se rend aux Olympic Sound Studios et écoute un enregistrement d'une quinzaine de minutes datant de juillet, qui une fois scindé donne naissance à Sing This All Together et Sing This All Together (See What Happens).

## Analyse des paroles
La chanson en question est un instrumental auquel Jagger a ensuite ajouté des paroles en studio. Si les Stones ne semblaient pas intéressés par l'utopie du flower power, les choses changent avec Sing This All Together. « Pourquoi ne pas chanter cette chanson tous ensemble ?/Ouvrons notre esprit, laissons venir les images. » Cette chanson ressemble à All You Need Is Love des Beatles ou aux chansons des Grateful Dead ou Jefferson Airplane.
La seconde partie intitulée Sing This All Together (See What Happens) qui clôt la face A est quasiment instrumentale à l'exception de la fin qui reprend le refrain de la première partie suivit par « des images tournent autour d'un soleil tournoyant/Des images de nous montrent que nous ne faisons qu'un. » Mick Jagger s'est inspiré de l'étude du psychanalyste Carl Jung sur Le Mystère de la Fleur d'Or.

## Structure musicale

### Sing This All Together

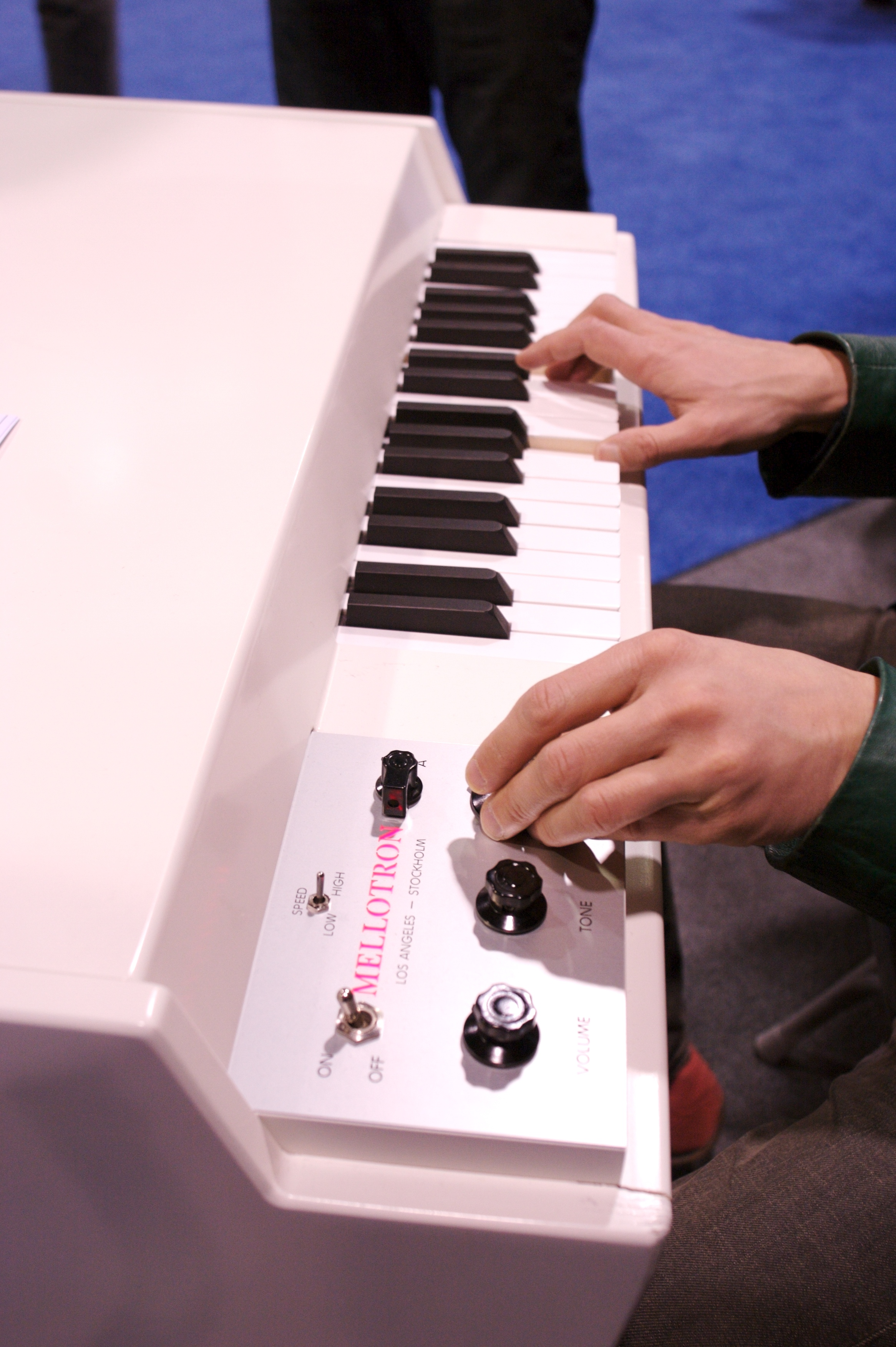
Le mellotron est utilisé sur ce morceau par Brian Jones pour créer les sons de cuivres et de flûtes.

Cette chanson qui ouvre l'album, dont le titre de travail était God Bless You, nous plonge dans l'univers psychédélique façon Rolling Stones. C'est Nicky Hopkins qui lance l'intro sur un piano fortement compressé, aussitôt rejoint par Brian Jones qui utilise son mellotron pour envoyer des sons de cuivres. Puis on entend une basse jouée au médiator par Keith Richards. Il y a une autre basse sur ce morceau interprétée par Bill Wyman difficilement audible, en raison d'un mixage trop travaillée.
Puis arrive la chanson avec une mélodie sympathique avec des chœurs (non crédités) dominés par le chant de Mick Jagger. Les couplets sont tout aussi agréables, Mick étant assez en retrait dans le mix. Le morceau comprend un pont instrumental dominé par de nombreuses percussions (güiro, congas, maracas, marimbas, xylophones...). Charlie Watts s'occupe de marquer le tempo de sa grosse caisse, tout en intervenant sur ses cymbales et ses toms, alors que Keith s'occupe des guitares rythmiques et solos. Quant à Brian, il ponctue le morceau de sons de cuivres et de flûtes interprétés au mellotron et de saxophone qu'il joue lui-même.

### Sing This All Together (See What Happens)

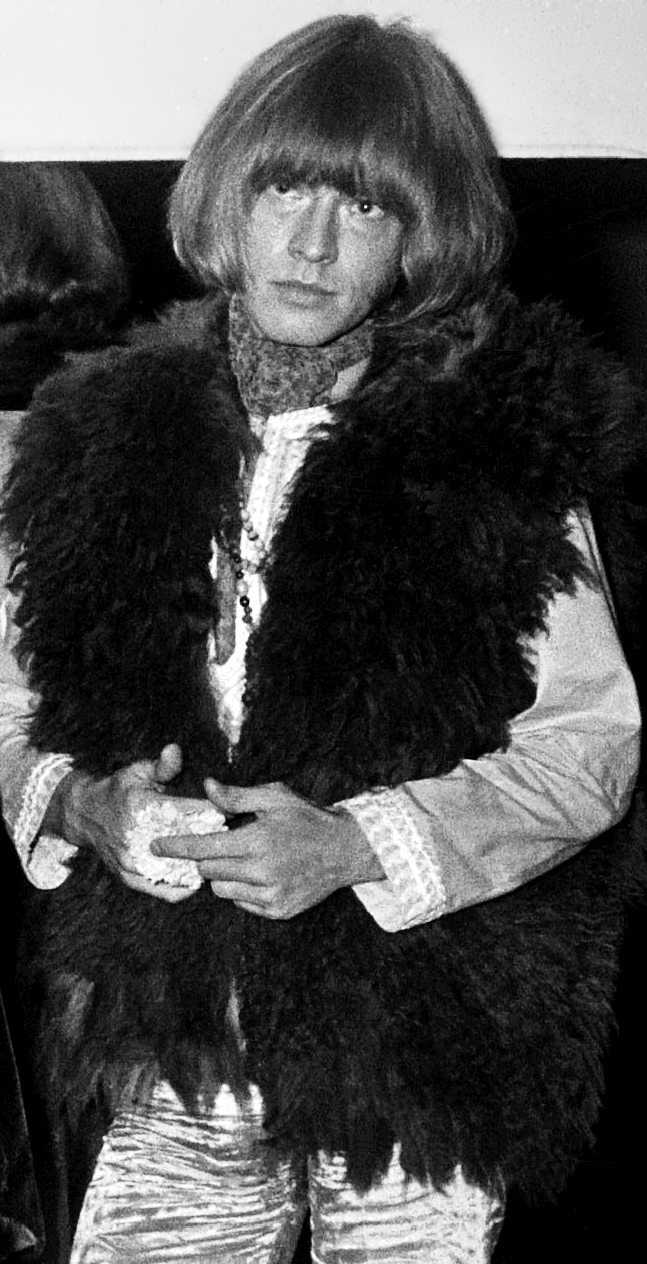
Brian Jones (ici en 1967) est le principal responsable du son psychédélique du morceau en utilisant son mellotron pour créer des sons de flûte ou de cuivres...

La seconde partie située en fin de face A de l'album est intitulée Sing This All Together (See What Happens).
Ce morceau est une longue improvisation enregistrée sous influence hallucinogène « J'avais probablement commencé par prendre trop de drogues » dira Mick en évoquant le contexte de l'album. Le morceau possède la seconde plus longue durée de la discographie des Stones (après Goin' Home) avec 8 min 33 s, alors qu'à l'origine il faisait plus de 14 minutes. Brian Jones fait du son de flûte avec son mellotron (le même utilisé pour Strawberry Fields Forever des Beatles). Une lointaine conversation apparait dont le sujet est le flower power. Puis surgit Keith Richards qui joue des accords de guitare, suivit par de nombreuses percussions (les mêmes par rapport à Sing This All Together). Le morceau évolue vers des climats différents, faisant apparaitre des voix, des cris, des « Oms » tibétains.
Des instruments souvent interprétés par Brian au mellotron (alternant son de cuivres, de flûte...) surgissent de manière totalement improvisés. Il y a aussi Nicky Hopkins au piano, une guimbarde, un vibraphone et toujours les percussions guidées par la grosse caisse de Charlie Watts. À partir de 3 min 20 s, le rythme s'accélère pour revenir au tempo précédent 25 secondes plus tard, avant de changer de nouveau vers 4 min 20 s. À 7 min 02 s, Mick Jagger chante le refrain de Sing This All Together d'abord plongé dans la réverbération avant de retrouver une ambiance plus sèche, accompagné de Keith à la guitare rythmique, Brian au vibraphone, puis au mellotron (pour le son de cuivres) pour conclure avec la note finale au piano de Nicky.
Enfin, vers 7 min 54 s, juste après la note finale de Nick, les Stones terminent leur épopée sonore par une dernière séquence abstraite, construite autour d'un bruit blanc perturbé par un oscilloscope en délire, jouant le thème de We Wish You a Merry Christmas, et par le son d'un gong noyé dans la réverbération. Cette dernière partie est intitulée Cosmic Christmas, conclusion du morceau et de la face A.

## Fiche technique

### Interprètes
- Mick Jagger - chant
- Keith Richards - guitare rythmique, guitare solo
- Brian Jones - mellotron, saxophone, flûte, vibraphone, guimbarde
- Bill Wyman - basse
- Charlie Watts - batterie
- Nicky Hopkins - piano

### Équipe technique
- Glyn Johns - ingénieur du son
- Eddie Kramer - ingénieur du son assistant